# Санта Маргерита Лигуре
Санта Маргерита Лигуре (итал. Santa Margherita Ligure) је насеље у Италији у округу Ђенова, региону Лигурија.
Према процени из 2011. у насељу је живело 8428 становника. Насеље се налази на надморској висини од 9 м.

## Становништво
Према резултатима пописа становништва 2011. у општини је живело 9.709 становника.
| 1931. | 1936. | 1951.  | 1961.  | 1971.  | 1981.  | 1991.  | 2001.  | 2011. |
| ----- | ----- | ------ | ------ | ------ | ------ | ------ | ------ | ----- |
| 9.383 | 9.748 | 10.755 | 11.787 | 12.742 | 12.390 | 11.077 | 10.405 | 9.709 |

## Партнерски градови
- Кавалер на Мору